# Max Carletti
Max Carletti (Torino, 12 aprile 1968) è un chitarrista italiano.

## Biografia
Fin dall'età di sei anni suona il pianoforte, ma comincia a studiare chitarra all'età di dodici.
Si fa dapprima le ossa suonando rock, poi si innamora del jazz e comincia a frequentare seminari e stage di artisti quali Barney Kessel, Joe Pass, Joe Diorio, Mike Stern, Franco D'Andrea, David Liebman, Philip Catherine ed Enrico Rava.
Nel 1989 ottiene una menzione per una borsa di studio nella prestigiosa scuola americana Berklee.
Partecipa ormai da più di dieci anni con Alfredo Ponissi ad un progetto di seminari sulla musica rock e jazz nelle scuole superiori di Milano e provincia, organizzati dalla Regione Lombardia.
È stato insegnante di chitarra jazz presso l'Istituto Musicale Città di Rivoli dal 1994 al 2004.
Ha insegnato chitarra Jazz presso il Centro Professione Musica (CPM) di Milano.
Tre anni di tour, dal 2008 a tutto il 2010 con Eugenio Finardi.

## Discografia
- Max Carletti Trio, Siltarecords (1990)
- 50 anni di Jazz a Torino, raccolta dei gruppi partecipanti all'evento, Paragon (1991)
- Giulio Camarca - Isola del Tonal, Drums (1991)
- Pianeta Rock, collana "La musica nella didattica" per la provincia di Milano, JMR (1999)
- Voci di Corridoio - Merry Christmas, A&A Recording (2000)
- Claudio Bonadè Quintet - Posidonia, (2001)
- Doctor Jazz's Universal Remedy, Wellington & Sons Gema EFA (2002)
- Home Sweet Home - Come In and Feel Fine, Arcadiance (2002)
- Jazz Boutique 2 - Sound for the Urban Adventure, Luxury Lounge Cooperation (2002)
- Sofa Time, Primrose Music PRCD (2003)
- Motel Connection - Music from the film A/R Andata + Ritorno, Mescal (2003)
- Laundrette Soap - Suoni & Parole dallo spettacolo teatrale Laundrette Soap (2004)
- Chill Out in Paris Vol. 4 (2005)
- Max Carletti Trio - 8 True Stories, DDE Records (2005)
- Luca Biggio Quartet - Il Signore degli Orologi, Velut Luna (2006)
- Triology - For the finest gourmet, Siltarecords (2008)
- Eugenio Finardi - DVD Suono, Ermitage (2009)
- Eugenio Finardi - 2 CD, Bootleg di prove e concerti del tour "Un Uomo", DV more record (2009)
- Eugenio Finardi - Claudio Taddei - Encuentro Asesino,  CD/DVD Radio Televisione Svizzera - RSI (2010)
- Paolo Fresu Quintet - 7/8 OST,  EMI Blue Note (2010)
- Serazzi and the Detectives – Skin, Capogiro Records (2012)
- Silvia Carbotti - Double - Frubers in The sky (2014)
- In The Box - Monster Guitar & Strange Stuff, JVR 01 (2015)
- Freelance - The Fagen Becker Conspiracy, Zen Factory (2015)
- Max Carletti Trio - 10 AM,  Siltarecords (2015)
- Syilvano Bussotti - Calendario II, Bussotti Opera Ballet (2017)
- Mattia Barbieri Quartet - Djarabi (2018)
- Silvia Carbotti - Affetti Speciali, Frubers in The Sky, Emme Label (2019)
- Esagono - Dylanology, Zen Factory (2019)

## Collaborazioni
Collabora e ha collaborato con: Furio Di Castri, Paolo Fresu, John Riley, Billy Hart, Gianluca Petrella, Francesco Bearzatti, Flavio Boltro, John De Leo dei Quintorigo, Marco Tamburini, Roberto Cipelli, Tommy Campbell, Roberto Rossi, Matt Renzi, Carlo Actis Dato, Alberto Mandarini, Alfredo Ponissi, Antonio Farao', Giorgio Dini, Mike Rosen, Claudio Filippini, Sergio Berardo, Enrico Granafei, Felice Reggio, Alberto Barattini, Roberto Manzin, Fulvio Albano, Fabrizio Bosso, Luca Biggio, Paolo Porta, Claudio Bonade', Giovanni Renzo, Perico Sambeat, George Roberts, il cantautore Eugenio Finardi, Antonella Ruggiero.